# José Luis Beltrán Coscojuelas
José Luis Beltrán Coscojuelas   (Saragossa, 7 de febrer de 1931 - Sitges, 21 d'octubre de 2013) va ser un autor de còmics, pintor, il·lustrador i animador espanyol. Durant la seua polifacètica carrera, va usar diferents pseudònims, com Beltrán o Koski, encara que el més conegut és el de Tran o Humberto Tran.
José Luis va néixer a Saragossa, però, quan tenia cinc anys, la seua família es va mudar a Barbastre (Osca). Allí, debutaria com a caricaturista en el periòdic local El Cruzado Aragonés en 1956. En 1959 va tornar a la seua ciutat natal, ampliant els seus estudis de pintura en l'Acadèmia Bueno i de dibuix en l'Estudi Goya.
En 1960, va començar para la revista Tío Vivo de la barcelonina Editorial Bruguera la seua primera sèrie d'historietes: La Família Repanocha, traslladant-se a la ciutat comtal dos anys després. Compatibilitzarà llavors el seu treball com a animador en els Estudis Macián amb la creació de més sèries d'historietes pel DDT: Don Renato (1963), Ringo (1966) o Cándido Palmatoria. També va realitzar les il·lustracions de les col·leccions de cromos Dunkin Boy (1968) i Dunkirama (1968) patrocinades per la marca de xiclets Dunkin de Gallina Blanca. En els 70, va dibuixar per a les revistes Mortadelo i Super Mortadelo sèries com Constancio Plurilópez, Tete Gutapercha o Fanny en les quals freqüentment plasmava els guions de José Luis Ballestín, Julio Fernández, Armando Matías Guiu o Jaume Ribera. També va treballar per al mercat alemany i danès a través de l'agència Bardon Art amb sèries com Klein y Hasi o Josephine, respectivament. En la revista Jauja, d'edicions Druida, José Luis va publicar la sèrie Gómez and Gómez (1982). Des dels anys huitanta, es va dedicar fonamentalment a la pintura, desenvolupant en una primera fase un estil que va denominar neoformista. Amb el nou segle, es va assentar a Sitges, on va morir en 2013, mentre tenia lloc una exposició amb les seues últimes obres.